# Abrosaurus dongpoensis
Abrosaurus dongpoensis Ouyang, 1989 è un grande dinosauro quadrupede, con collo e coda lunghi, appartenente all'infraordine dei sauropodi. È stato ritrovato in terreni del Giurassico medio in Cina negli anni ottanta e per qualche tempo è "rimbalzato" da una descrizione informale a un'altra con il nome di A. gigantorhinus, ma è stato descritto ufficialmente solo molti anni dopo.

## Tassonomia
Abrosaurus fa parte, probabilmente, di un gruppo di dinosauri vissuti esclusivamente in Cina e in Estremo Oriente, conosciuti come Euelopodidi, ovvero sauropodi piuttosto primitivi ma dalle caratteristiche peculiari. In realtà, Abrosaurus potrebbe essere stato un Camarasauride: alcune caratteristiche, soprattutto il cranio alto e robusto, farebbero supporre una parentela con il ben noto Camarasaurus nordamericano.